# Benjamin Miles Franklin
Benjamin Miles Franklin (meglio noto come C-Notee) è un personaggio della serie televisiva americana Prison Break. È uno degli otto fuggitivi della prigione di stato dell'Illinois Fox River e viene imprigionato per possesso di armi rubate. Interpretato da Rockmond Dunbar, è presente nella prima stagione (ma entra a far parte dei personaggi principali solo a partire dal tredicesimo episodio), nella seconda stagione, negli ultimi due episodi della quarta stagione e nella quinta stagione.

## Storia
Prima di entrare a Fox River, Benjamin Franklin era un sergente dell'Esercito degli Stati Uniti d'America. La sua unità era dislocata in Kuwait. Durante un turno di guardia, scopre che i prigionieri sono soggetti a torture da parte dei suoi colleghi e fa rapporto al suo comandante. Ma questi non accetta di buon grado il suo reclamo e gli chiede di dimenticare quello che ha visto. Davanti al rifiuto di Franklin, il comandante lo fa cacciare dall'esercito accusandolo di ricorrere al mercato nero (del quale lo stesso comandante si serve). Sentendosi ferito nell'onore, Franklin non riesce a rivelare la verità a sua moglie Kacee sul suo improvviso ritorno a casa. Si mette quindi alla ricerca di un'altra occupazione, fallendo miseramente. Di conseguenza, Franklin accetta un lavoro disonesto per riuscire a pagare l'affitto: trasferire della merce rubata in un'altra città per conto di suo cognato, Darius Morgan. Durante il viaggio, però, viene fermato e quindi arrestato dalla polizia. Rifiutandosi di denunciare i suoi mandanti e complici, Franklin viene condannato a otto anni di reclusione da scontare a Fox River.

## Il nomignolo
Il nomignolo "C-Note" viene dato a Benjamin Franklin durante il suo lavoro nelle cucine di Fox River. Nello stesso periodo acquisisce una certa reputazione come "farmacista della prigione", in seguito al fatto che Franklin riesca a procurarsi molte delle sostanze richieste dai detenuti e per le quali chiede sempre la stessa cifra: 100 dollari. Da qui il suo nomignolo: primo perché sul biglietto da 100 dollari è raffigurato il suo omonimo "padre fondatore", Benjamin Franklin; poi perché "C-Note" è proprio il soprannome dato comunemente a tale biglietto (in numeri romani, "C" significa infatti "cento").

## Evoluzione del personaggio

### Prima stagione
La prima apparizione importante di C-Note nella serie avviene quando Michael Scofield gli chiede di procuragli il PUGNAc (inibitore dell'insulina, utile a Michael per simulare il diabete ed accedere nell'infermeria, stanza cruciale per la fuga). C-Note è incuriosito dalla richiesta ma Scofield non dà spiegazioni. Quando Franklin vede Michael in compagnia di T-Bag (ritenuto pericoloso dai detenuti di colore perché convinto della superiorità della razza bianca), C-Note non gli consegna il medicinale. Ma durante una sommossa, cambierà idea quando vedrà Michael battersi contro uno dei compagni di T-Bag.
Intorno a metà stagione (quando il personaggio di C-Note entra a far parte del cast regolare), Franklin nota che ogni giorno Michael, Lincoln, Sucre, Abruzzi e T-Bag (che stanno svolgendo dei lavori nella stanza delle guardie) disseminano per il cortile della prigione dei piccoli pezzi di cemento. Quando Abruzzi perde temporaneamente il comando delle P.I., C-Note si fa "assumere" nel nuovo gruppo e qui scopre il buco nel pavimento della stanza delle guardie. Quando i lavori tornato nelle mani di Abruzzi, C-Note minaccia il gruppo di rivelare tutto se non viene incluso nel piano di fuga.
Da questo momento in poi, C-Note si guadagnerà la fiducia degli altri soprattutto quando, nei momenti di maggiore pericolo e tensione, riesce a salvare il piano. Simpatizza soprattutto con Charles Westmoreland, con il quale condivide la speranza di rivedere presto le rispettive famiglie. L'entrare a far parte delle P.I (e del gruppo di evasione) ha però spinto i detenuti di colore a respingerlo. Così C-Note è costretto ad affrontare più volte le aggressioni dei suoi ex-amici e sarà proprio l'evasione a salvarlo da un'aggressione fatale.

### Seconda stagione
Dopo la fuga, il gruppo di fuggitivi formato da Michael, Lincoln, Sucre, Abruzzi e C-Note cerca di sfuggire in tutti i modi alla polizia. In questa fase, Franklin è la persona più schietta fra tutte: critica Michael perché non ha messo gli altri a conoscenza del nascondiglio dove Westmoreland ha nascosto il denaro ed esige che Abruzzi sia lasciato a se stesso quando questi prende come ostaggio una bambina per ricattarne il padre che vuole denunciarli.
Nel frattempo, sua moglie scopre la verità sulla sua detenzione (fino a quel momento aveva creduto che l'uomo fosse in missione in Iraq) e quando C-Note la chiama da un telefono pubblico, questi prende coscienza della gravità delle sue menzogne e le assicura di raggiungerla presto e di portare con sé abbastanza denaro per cambiare la loro vita. Così le dà appuntamento a sette giorni dopo in un posto chiamato "Rainbow Room”. Gli agenti dell'FBI in ascolto scopriranno più tardi che si tratta di un ristorante. Qualche giorno dopo, C-Note si reca clandestinamente nella scuola di sua figlia e qui dà alla bambina un messaggio per la mamma: di accendere la luce del porticato alle 7 come segno di fiducia. All'ora stabilita, C-Note vede la luce accendersi, ma è anche sicuro che in quello stesso istante è interrogata dagli agenti dell'FBI.
A questo punto, C-Note prende un treno per lo Utah e grazie al computer di un passeggero riesce a localizzare il punto esatto dove il denaro di D.B. Cooper è stato sepolto. Ma a metà viaggio (a Preston, nell'Idaho), un controllore gli fa notare che la sua carta di viaggio non è regolare e Franklin è costretto a gettarsi dal treno in corsa. Fortunatamente, strada facendo, incontra Sucre (che si è fatto prestare la moto da un suo amico) e vanno insieme a Toele. Qui trovano Michael e Lincoln e insieme cominciano a scavare nella cantina di una casa, che è stata costruita sopra il punto esatto dove è nascosto il denaro. Se in un primo momento il gruppo è riuscito a far credere alla padrona di casa di essere operai della società elettrica, ben presto la situazione precipita e i fuggitivi sono costretti a prendere in ostaggio la donna e sua figlia (un agente della polizia). Dopo alcuni momenti di tensione tra C-Note e T-Bag, gli uomini trovano finalmente il denaro, ma, minacciati da Sucre con una pistola, sono costretti a consegnarglielo. A questo punto C-Note abbandona l'idea di appropriarsi di quei soldi e si mette di nuovo in viaggio per raggiungere la sua famiglia. Raggiunta Chicago, l'uomo ricorre all'aiuto di alcuni suoi amici che lo aiutano a ricongiungersi con moglie e figlia. Da questo momento in poi tutti e tre vivranno una vita in fuga.
Molto presto, sua figlia Dede comincia a lamentarsi di dolori allo stomaco. Questo spinge C-Note a trovare una farmacia. Una volta entrata, però, Kacee viene riconosciuta dal farmacista e arrestata. C-Note spera che la donna venga rilasciata su cauzione, ma le autorità si rifiutano. A questo punto, C-Note si trova da solo ad affrontare i problemi di salute della figlia. Dopo essere scampato ad un pazzo che aveva minacciato i clienti di un ristorante dove C-Note e Dede erano andati a pranzo, l'uomo decide di consultare un dottore per curare sua figlia. Ma l'ospedale si rifiuta di ricoverarla. Intanto Mahone, al corrente dei problemi di salute di Dede, riesce a rintracciare i due, ma C-Note riesce ancora una volta a sfuggirgli. Dopo aver inutilmente contattato un medico locale (Franklin non ha fiducia dei suoi metodi curativi), Franklin si costituisce e stringe un accordo con Mahone: se questi gli garantisce la liberazione di Kacee, lui lo aiuterà a catturare Michael.
Per farlo, C-Note si collega al sito Europeangoldfinch.net e qui lascia svariati messaggi per Michael. Quando Mahone è ormai prossimo alla cattura dei due fratelli, l'Agente Kim gli ordina di liberarsi di C-Note. Così Mahone va da Franklin e gli riferisce che rispetterà l'accordo fatto con lui (vegliare su sua moglie e sua figlia) solo se si suicida. E gli consegna una corda con un cappio. Dopo aver detto addio a Kacee (senza rivelarle quello che sta succedendo), C-Note mette in atto il suo suicidio ma viene salvato in extremis da una guardia. Nell'infermeria della prigione, C-Note chiama l'FBI per parlare con Mahone, ma parla con l'Agente Wheeler, che sta indagando sul suo collega. Wheeler promette a Franklin protezione se gli rivela quello che Mahone lo aveva costretto a fare.
Una settimana dopo, C-Note viene rilasciato e inserito nel Programma di Protezione di Testimoni. In cambio promette di testimoniare contro Mahone.

### Quarta stagione
C-Note contatta Sucre a Chicago cercando di farsi dire la posizione dei fratelli, gli racconta di come la sua custodia protettiva sia stata un fallimento e gli dice che la storia non si chiuderà mai se non sistemano definitivamente le cose.
Ad accompagnarlo c'è un uomo del governo: Paul Kellerman. Sucre e C-Note rintracciano i fratelli e grazie all'aiuto di Kellerman a cui viene consegnata Scylla, ottengono tutti la libertà. C-Note può quindi ritornare a casa da sua moglie e sua figlia e vivere una vita serena.